# Micrathyria divergens
Micrathyria divergens is een libellensoort uit de familie van de korenbouten (Libellulidae), onderorde echte libellen (Anisoptera).
De soort staat op de Rode Lijst van de IUCN als kwetsbaar, beoordelingsjaar 2007.
De wetenschappelijke naam Micrathyria divergens is voor het eerst geldig gepubliceerd in 1992 door Westfall.